# Ставки (Одеський район)
Ставки́ — село Доброславської селищної громади Одеського району Одеської області в Україні. Населення становить 175 осіб.

## Населення
Згідно з переписом УРСР 1989 року чисельність наявного населення села становила 178 осіб, з яких 82 чоловіки та 96 жінок.
За переписом населення України 2001 року в селі мешкало 175 осіб.

### Мова
Розподіл населення за рідною мовою за даними перепису 2001 року:
| Мова       | Чисельність | Відсоток |
| ---------- | ----------- | -------- |
| українська | 164         | 93,71%   |
| російська  | 10          | 5,72%    |
| румунська  | 1           | 0,57%    |
| Усього     | 175         | 100%     |